# ميس تكساني
ميس تكساني (الاسم العلمي: Celtis texana) هو نوع نباتي يتبع جنس الميس من فصيلة القنبية.